# Charles Laveran
Charles Louis Alphonse Laveran (ur. 18 czerwca 1845 w Paryżu, zm. 18 maja 1922 tamże) – francuski parazytolog, lekarz wojskowy, laureat Nagrody Nobla w dziedzinie medycyny i fizjologii (1907).

## Życiorys
Syn chirurga wojskowego, Studiował medycynę na Uniwersytecie w Strasburgu, uzyskując tytuł doktora medycyny w 1867 roku. Podobnie jak jego ojciec wybrał karierę lekarza wojskowego. W 1874 roku wygrał konkurs na stanowisko profesora higieny wojskowej i parazytologii w Hôpital d’instruction des armées du Val-de-Grâce w Paryżu.
W latach 1878–1883 pracował jako lekarz w należącej wtedy do Francji Algierii, początkowo w szpitalu wojskowym w Bône, a następnie w Konstantynie. Ponieważ wówczas malaria była poważnym problemem dla francuskiej armii Laveran zajął się badaniami nad tą chorobą. Jego celem było odkrycie czynnika wywołującego malarię. Zwieńczeniem jego wysiłków było 6 listopada 1880 odkrycie, że przyczyną malarii jest pierwotniak. Po raz pierwszy udowodniono, że pierwotniak jest przyczyną choroby u człowieka. Nazwał pasożyta Oscillaria malariae, ale później przychylność zyskała włoska nazwa Plasmodium. Początkowo jego publikacje spotkały się z nieufnością, spodziewano się bowiem, że choroba ma etiologię bakteryjną.
W 1882 Laveran przybył do Włoch w poszukiwaniu czynnika zakaźnego malarii w glebie, wodzie i powietrzu, jednak nic nie znalazł, co skłoniło go do przypuszczenia, że może on się znajdować w ciele komarów, w które obfitowały tamte tereny. Dopiero około roku 1890 powszechnie ugruntowało się przekonanie o pierwotniakowej przyczynie zachorowań na malarię.
W 1884 powrócił do szpitala Val-de-Grâce w Paryżu, a w 1897 został kierownikiem oddziału w Instytucie Pasteura, gdzie pozostał do śmierci. Tam opublikował ważne prace na temat leiszmaniozy i trypanosomatozy. Od 1901 był członkiem Francuskiej Akademii Nauk.
Prowadził badania nad chorobami tropikalnymi, głównie malarią, śpiączką afrykańską i leiszmaniozami. Za odkrycie zarodźca malarycznego (Plasmodium malariae) jako przyczyny malarii, w 1907 został uhonorowany Nagrodą Nobla. Komitet Noblowski wyróżnił go również za całokształt prac dotyczących roli pierwotniaków w powstawaniu i przenoszeniu chorób. Za pieniądze z nagrody założył laboratorium medycyny tropikalnej w Instytucie Pasteura.
W dorobku naukowym Charlesa Laverana jest ponad 600 prac naukowych oraz 6 książek, m.in.:
- Traité des maladies et épidemies des armées (1875)
- Traité des fièvres palustres avec la description des microbes du paludisme (1884)
- Trypanosomes and trypanosomiasis (1904, współautor)